# Michał Chodara
Michał Chodara (ur. 17 marca 1986 w Biłgoraju) – polski piłkarz ręczny, rozgrywający i lewoskrzydłowy, od 2019 zawodnik Stali Mielec.

## Kariera sportowa
W 2005 z Vive Kielce zdobył mistrzostwo Polski juniorów (w meczu finałowym z KSSPR-em Końskie rzucił trzy bramki). W sezonie 2005/2006 występował w drugim zespole kieleckiego klubu, rozgrywając w I lidze 24 mecze i zdobywając 116 goli. W latach 2006–2009 grał w pierwszej drużynie Vive Kielce. W sezonie 2008/2009, w którym rozegrał 12 meczów i rzucił 36 bramek, zdobył z kieleckim zespołem mistrzostwo Polski. Ponadto w sezonie 2008/2009 triumfował z Vive w Pucharze Polski. Będąc graczem kieleckiej drużyny, występował również w europejskich pucharach – w Pucharze EHF rzucił dziewięć bramek w sezonie 2007/2008, zaś w Pucharze Zdobywców Pucharów zdobył osiem goli w sezonie 2008/2009. W sezonie 2009/2010 wypożyczony był do grającego w Ekstraklasie NMC Powenu Zabrze.
W latach 2010–2018 był zawodnikiem Stali Mielec. W sezonie 2011/2012, w którym rozegrał 29 meczów i rzucił 92 bramki, zdobył brązowy medal mistrzostw Polski. Łącznie podczas ośmioletniego pobytu w mieleckim klubie rozegrał w Superlidze 186 spotkań i zdobył 468 goli. Będąc graczem Stali, występował też w europejskich pucharach – w sezonie 2011/2012 rozegrał dwa mecze i rzucił 11 bramek w Challenge Cup, natomiast w sezonie 2012/2013 wystąpił w czterech spotkaniach Pucharu EHF, w których zdobył 24 gole. W sezonie 2018/2019 był zawodnikiem pierwszoligowego SPR-u Tarnów. W 2019 powrócił do Stali Mielec.
W 2006 uczestniczył w mistrzostwach Europy U-20 w Austrii, podczas których rozegrał siedem meczów i zdobył 11 goli.
W reprezentacji Polski zadebiutował 4 stycznia 2013 w towarzyskim meczu z Węgrami (27:27), a pierwszą bramkę zdobył następnego dnia w wygranym spotkaniu ze Słowacją (30:25). W tym samym miesiącu został powołany do kadry Polski na mistrzostwa świata w Hiszpanii. Podczas tego turnieju, po rozegraniu jednego meczu, zerwał na treningu ścięgno Achillesa. Kontuzja ta wykluczyła go z dalszego udziału w mistrzostwach.

## Sukcesy
Vive Kielce
- Mistrzostwo Polski: 2008/2009
- Puchar Polski: 2008/2009